# Chécy

Chécy este o comună în departamentul Loiret din centrul Franței. În 1 ianuarie 2022 avea o populație de 8.948 de locuitori.